# 斑鳍银口天竺鲷
斑鳍银口天竺鲷（学名：Jaydia carinata），又稱斑鰭天竺鯛、單斑天竺鯛、锯缘天竺鲷、斑鳍天竺鱼、隆线天竺鱼、斑鳍拟天竺鲷，为輻鰭魚綱鈎頭魚目天竺鲷科银口天竺鲷属的鱼类。分布于西太平洋, 日本、韩国、中国、菲律宾及澳大利亚北部的水深50至146公尺的海域。该物种的模式产地在日本。
其种加词“carinatus”意为“具龙骨状脊的”。

## 特徵
本魚體延長而側扁，眼大，口大略下位。魚體呈銀色，具大櫛鱗，易脫落，第二背鰭具有一黑色眼斑，尾鰭截形，背鰭硬棘8枚；背鰭軟條9枚；臀鰭硬棘2枚；臀鰭軟條8枚，體長可達15公分。

## 生態
本魚棲息泥底質的海域，不常見。